# Magome Togoshi
Magome Togoshi (jap. 戸越 まごめ, Togoshi Magome) ist ein japanischer Komponist, der die Musik diverser japanischer Adventure anfertigte. Zu ihnen zählen bekannte Titel wie Air und Clannad.

## Karriere
Magome begann im Jahr 2000 für den Spieleentwickler Key, der unter der Schirmherrschaft von Visual Art’s steht, zu arbeiten. Dort produzierte er die Musik für Keys zweites Spiel Air. Da sowohl das Spiel als auch der Soundtrack dazu populär wurden, avancierte auch Magome zu einem bekannten Komponisten innerhalb der Szene der Adventure-Spieler. 2001 arbeitete er neben dem Soundtrack von Clannad, an dem ebenfalls Shinji Orito und Jun Maeda beteiligt waren, auch an der Musik diverser anderer zu Visual Art’s gehörender Entwickler. Im Folgenden wechselte er mehrfach zwischen den einzelnen Entwicklern von Visual Art’s. Während die Arbeiten an dem noch nicht fertiggestellten Spiel Little Busters! liefen, wechselte er im Oktober 2006 seinen Arbeitgeber. Seitdem arbeitete er an der Musik von ALcots Adventure FairChild das 2007 veröffentlicht wurde. Ebenso wurde der Abspann des 2008 erschienenen Spiels 5 von Ram von ihm arrangiert.

## Werke
Im Folgenden sind die Spiele aufgelistet, an deren Musik Magome Togoshi maßgeblich beteiligt war.
- 2000: Air (Key, Visual Art’s)
- 2002: Sakura no Ki Shita de (Words, Visual Art’s)
- 2003: Alma: Zutto Soba ni… (Bonbee!, Visual Art’s)
- 2004: Clannad (Key, Visual Art’s)
- 2004: Oshikake Princess (Giant Panda, Visual Art’s)
- 2004: Maiden Halo (Giant Panda, Visual Art’s)
- 2004: Planetarian – Chiisana Hoshi no Yume (Key, Visual Art’s)
- 2005: Tomoyo After – It’s a Wonderful Life (Key, Visual Art’s)
- 2006: Futari de Hitotsu no Koigokoro (Giant Panda, Visual Art’s)
- 2006: Little Busters! (Key, Visual Art’s, kündigte noch vor Abschluss der Arbeit das Vertragsverhältnis)
- 2007: FairChild (ALcot)
- 2008: 5 (Ram)